# برندا هلزر
برندا هلزر (به انگلیسی: Brenda Mersereau Helser) (زادهٔ ۲۶ مهٔ ۱۹۲۶ - درگذشته ۲۶ مارس ۲۰۰۱) شناگر اهل ایالات متحده آمریکا بود.